# Schloss Eisolzried

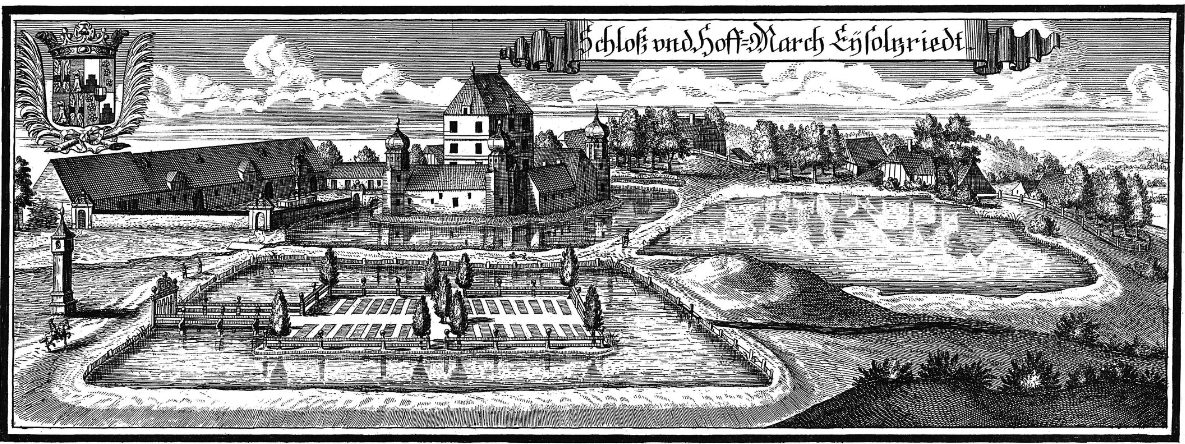
Schloss und Hofmark Eisolzried nach einem Kupferstich von Michael Wening (1726)

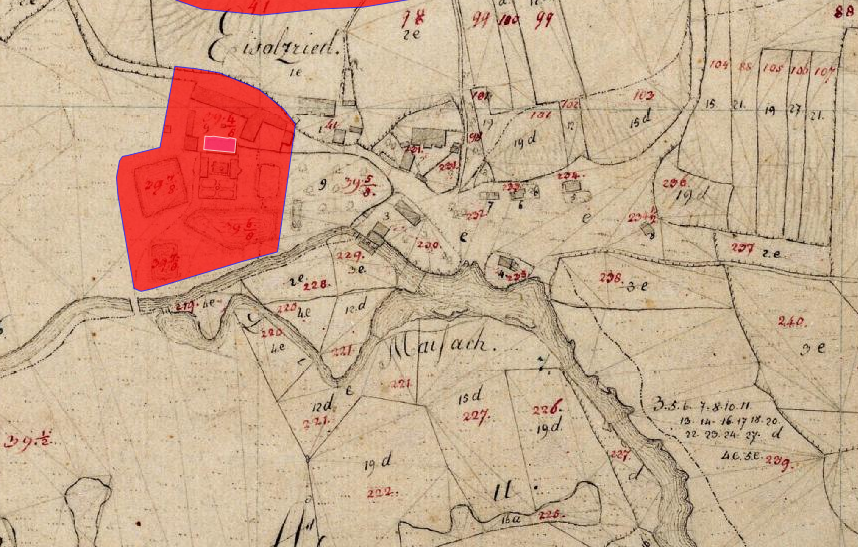
Lageplan von Schloss Eisolzried auf dem Urkataster von Bayern

Schloss Eisolzried ist ein abgegangenes Hofmarkschloss in Eisolzried in der Gemeinde Bergkirchen im Landkreis Dachau in Oberbayern. Das Schloss lag nördlich der Maisach. „Untertägige mittelalterliche und frühneuzeitliche Befunde im Bereich des ehem. Hofmarkschlosses Eisolzried und seiner Vorgängerbauten mit zugehörigen barocken Gartenanlagen“ werden als Bodendenkmal unter der Aktennummer D-1-7734-0159 geführt.

## Geschichte
Der Name Eisolzrieds wurde in einer Urkunde von 1140 als Isoltesriet erstmals verschriftlicht. Er bedeutet ‚Rodung des Isolt‘. Anfang des 13. Jahrhunderts wurde eine Burg erwähnt, die von den Herren von Eisolzried erbaut wurde. Spätere Besitzer waren die Preysing, die Stätzlinger (1390–1467), Herzog Siegmund von Bayern (1467–79), die Hundt zu Lautterbach (1598–1727), von Ruffin (1727 bis um 1800) und bis 1916 von Lotzbeck (Gründer der bekannten Schnupftabakfabrik Lotzbeck u. Cie.). Das Schloss wurde im Dreißigjährigen Krieg zerstört, noch im 17. Jahrhundert erfolgte der Wiederaufbau.

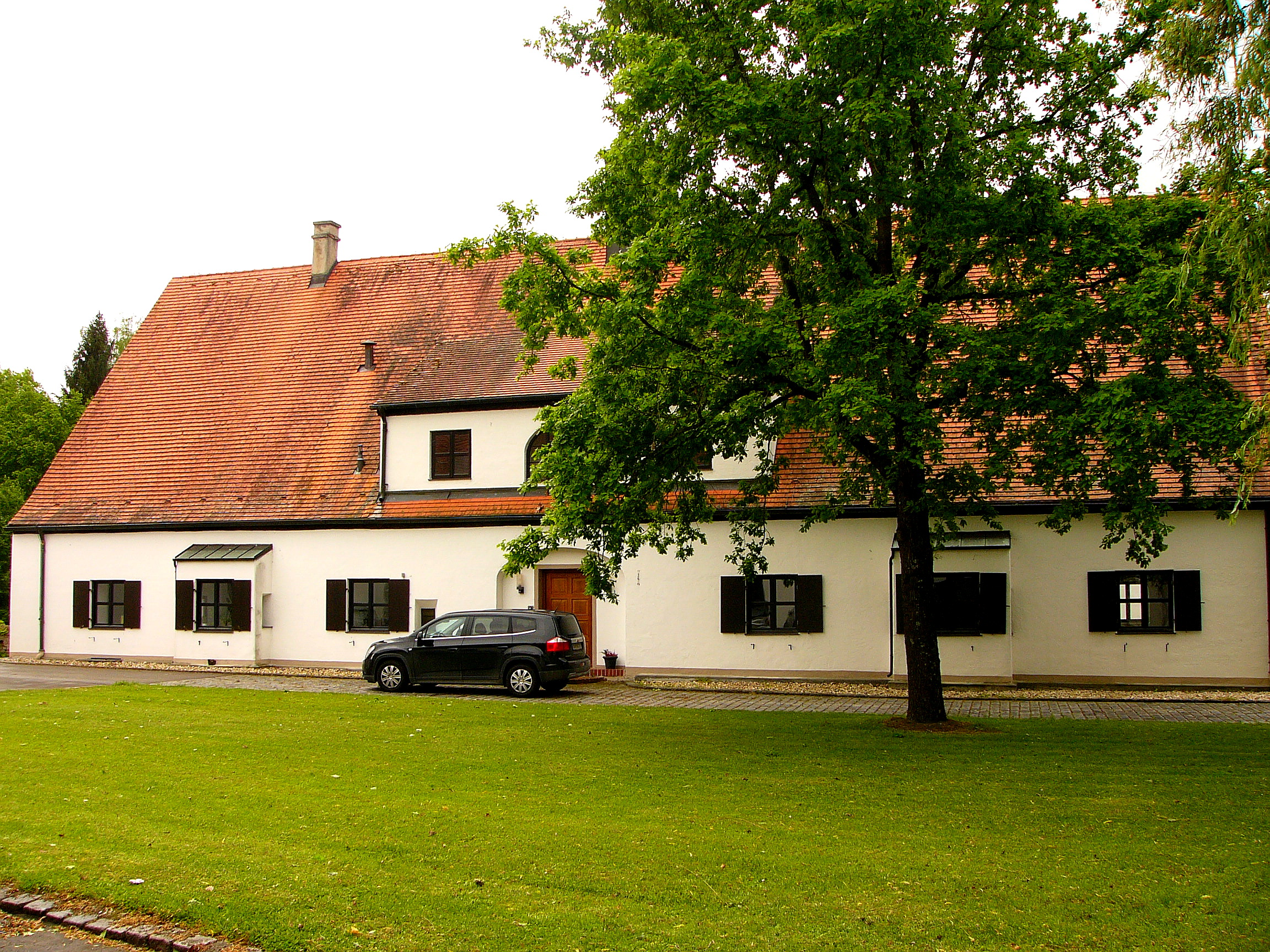
Gutshof von Eisolzried

Das Hofmarkschloss wurde im Wesentlichen 1889 abgebrochen. Erhalten ist nur ein erdgeschossiger Steilgiebelbau, das Wohnhaus des zum Schloss gehörenden Gutshofes, der unter der Aktennummer D-1-74-113-7 als denkmalgeschütztes Baudenkmal von Eisolzried verzeichnet ist. 

## Siehe auch

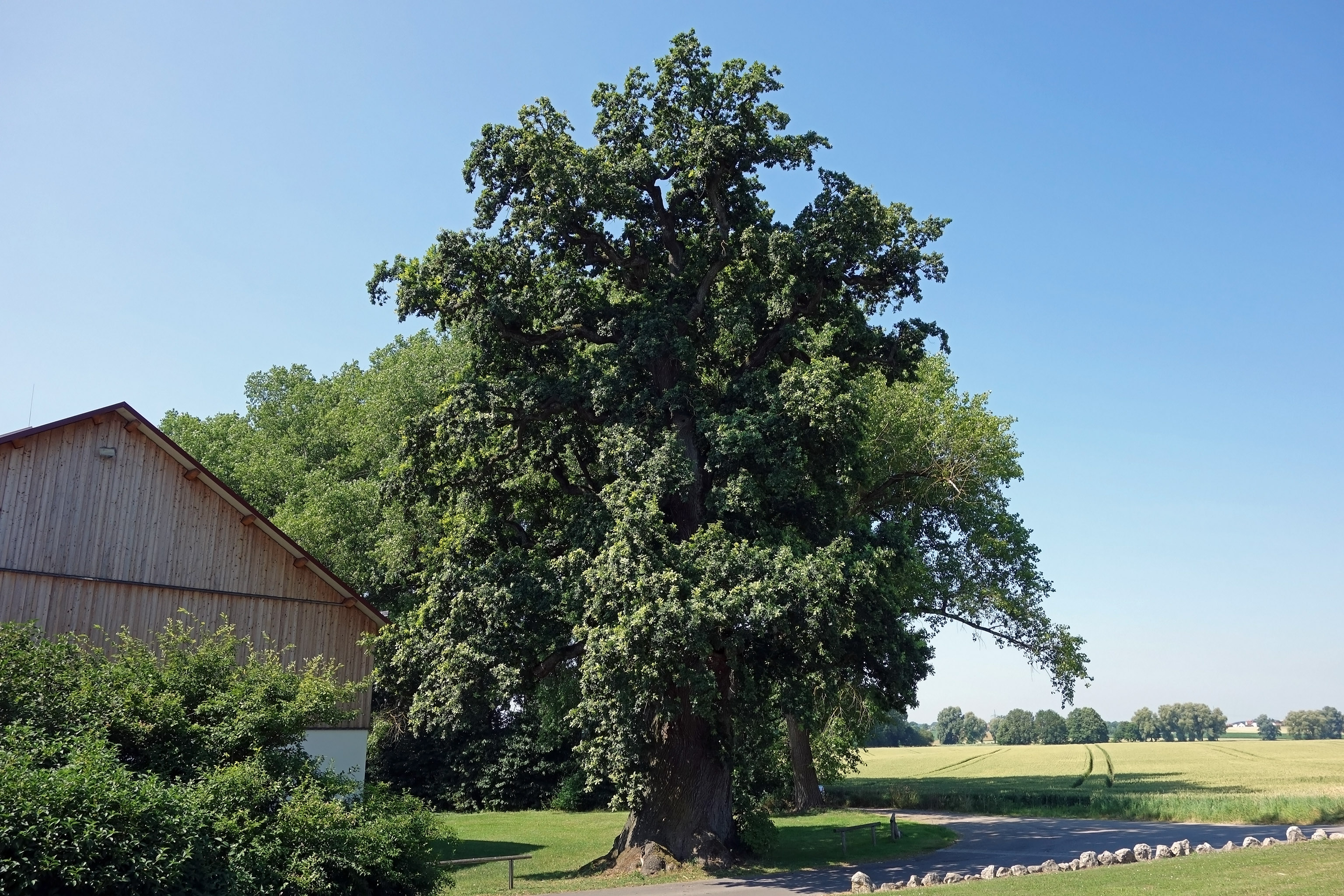
Schlosseiche Eisolzried